# 秘本三国志
『秘本三国志』（ひほんさんごくし）は、陳舜臣の長編歴史小説。

## 概要
『文藝春秋』で1974年から1977年まで連載された。文庫本は全6巻。『三国志演義』のように劉備（蜀）視点ではなく、『正史 三国志』をもとにしており、主に五斗米道の教徒（張魯の母の少容やその弟子の陳潜）を狂言回しとし、彼らから見た物語になっている。演義やそれをベースとしたそれまでの作品群が描いてきた「劉備：善人、曹操：悪人」ではないストーリーは、日本における曹操再評価の嚆矢のひとつとなった。
陳はその後も「三国志」を題材とした『諸葛孔明』（中央公論社、1991年）、『曹操 魏の曹一族』（中央公論社、1998年）、『曹操残夢 魏の曹一族』（中央公論新社、2005年）を執筆している。